# Ekkehard Dennewitz
Ekkehard Dennewitz (* 1945 in Leipzig) ist ein deutscher Theaterregisseur.

## Leben
Ekkehard Dennewitz wurde als Sohn der Malerin und Grafikerin Gabriele Dennewitz 1945 in Leipzig geboren, sein Vater fiel im Zweiten Weltkrieg.  Er besuchte die Kinder- und Jugendsportschule (KJS) in seiner Heimatstadt und legte dort sein Abitur ab. Anschließend  absolvierte er an der Theaterhochschule Leipzig ein Studium der Theaterwissenschaften, welches er mit Diplom abschloss.
Ab 1971 arbeitete er als Regisseur an den Theatern in Cottbus, Rostock, Dresden und Leipzig. In Plauen und Neustrelitz war er als Oberspielleiter tätig. An der Hochschule für Schauspielkunst „Ernst Busch“ Berlin und an der Schauspielschule in Rostock hatte er eine Berufung als Lehrbeauftragter. Von 1991 bis 2010 war er Intendant und Regisseur am Hessischen Landestheater Marburg.
In einem Spiegel-Bericht wird Ekkehard Dennewitz 1995 vorgeworfen in der Zeit von 1976 bis 1989, mit zwei mehrjährigen Unterbrechungen, Inoffizieller Mitarbeiter für das Ministerium für Staatssicherheit gewesen zu sein, was dieser mit Nachdruck bestreitet. Der in der Angelegenheit als Gutachter berufene ehemalige Justizminister Gerhard Jahn bezeichnete die gefundenen Unterlagen als „nichtssagende Papierchen“.
Ekkehard Dennewitz ist mit der Schauspielerin Uta Eisold verheiratet.

## Theater
- 1972: Gotthold Ephraim Lessing: Minna von Barnhelm (Studentenbühne Rostock)
- 1974: Gyurkó László: Elektra, Geliebte (Theater der Stadt Cottbus)
- 1977: Tschingis Aitmatow: Abschied von Gülsary (Staatliche Schauspielschule Rostock)
- 1978: Wladimir Tendrjakow: Die Nacht nach der Abschlußfeier (Staatsschauspiel Dresden)
- 1979: Gotthold Ephraim Lessing: Minna von Barnhelm (Theater der jungen Generation Dresden)
- 1979: William Shakespeare: Was ihr wollt (Theater der jungen Generation Dresden)
- 1980: Gyurkó László: Elektra, Geliebte (Theater der jungen Generation Dresden)
- 1980: Bertolt Brecht: Der Kaukasische Kreidekreis (Theater der junge Generation Dresden)
- 1980: Arkadi Gaidar: Bumbarasch (Theater der jungen Generation Dresden)
- 1982: Friedrich Wolf: Beaumarchais oder Die Geburt des Figaro (Friedrich-Wolf-Theater Neustrelitz)
- 1982: Athol Fugard: Hallo und Adieu (Friedrich-Wolf-Theater Neustrelitz)
- 1983: Uwe Saeger: Im Glashaus (Friedrich-Wolf-Theater Neustrelitz)
- 1984: Autorenkollektiv: Für- und Widersprüche (Kabarett-Theater Distel Berlin)
- 1984: Pierre Carlet de Marivaux: Der Streit (Stralsunder Theater)
- 1985: Werner Heiduczek: Der Gast aus Saadulla (Neue Szene Leipzig)
- 1986: Árpád Göncz: Ungarische Medeia (Kellertheater Leipzig)
- 1988: Nelson Rodrigues:  Der Kuss im Rinnstein (Theater der Stadt Plauen)
- 1990: Wladimir Gubarew: Der Sarkophag (Theater der Stadt Plauen)
- 1992: Anton Tschechow: Drei Schwestern (Hessisches Landestheater Marburg)
- 1994: William Shakespeare: Ein Sommernachtstraum (Hessisches Landestheater Marburg)
- 1995: Leonard Bernstein/Arthur Laurents: West Side Story (Hessisches Landestheater Marburg)
- 2002: Ken Kesey: Einer flog über das Kuckucksnest (Hessisches Landestheater Marburg)
- 2002: Klaus Mann: Mephisto (Hessisches Landestheater Marburg)
- 2003: Eugene O’Neill: Trauer muss Elektra tragen (Hessisches Landestheater Marburg)
- 2003: Johann Wolfgang von Goethe: Faust I (Hessisches Landestheater Marburg)
- 2003: Georg Büchner: Dantons Tod (Hessisches Landestheater Marburg)
- 2004: William Shakespeare: Romeo und Julia (Hessisches Landestheater Marburg)
- 2005: Franz Wittenbrink: Mütter (Hessisches Landestheater Marburg)
- 2005: Bodo Kirchhoff: Lehrernacht (Hessisches Landestheater Marburg)
- 2006: Anton Tschechow: Die Möwe (Hessisches Landestheater Marburg)
- 2007: Yasmina Reza: Der Gott des Gemetzels (Hessisches Landestheater Marburg)
- 2008: Jean-Paul Sartre: Die Fliegen (Hessisches Landestheater Marburg)
- 2009: William Shakespeare: Leben und Tod König Richard III. (Hessisches Landestheater Marburg)
- 2009: Brüder Grimm: Vom Fischer und seiner Frau (Hessisches Landestheater Marburg)